# Экспирация (дериватив)
Экспирация (от лат. exspiratio — истечение срока) — завершение обращения срочных контрактов (фьючерсов и опционов) на бирже, исполнение обязательств по срочным контрактам. Фактически, это последняя дата, когда держатель опциона может потребовать его исполнения в соответствии с оговорёнными условиями, а для фьючерса происходит поставка актива или взаимный расчёт между контрагентами. В случае опционов с «автоматическим исполнением» чистая стоимость опциона зачисляется на длинную позицию и списывается с владельцев короткой позиции.
Как правило, биржевые опционные контракты истекают в соответствии с заранее определённым календарём. Например, срок исполнения биржевых опционов на акции на фондовых биржах США — это всегда суббота, которая следует за третьей пятницей месяца, если только эта пятница не является праздничным днём (в этом случае срок истекает в четверг непосредственно перед такой пятницей). На Московской бирже каждый третий четверг месяца исполняются месячные или квартальные серии опционов. По другим четвергам исполняются недельные опционы. Если четверг — неторговый день, то экспирация переносится на ближайший предшествующий торговый день.
По истечении срока опциона блокированная маржа возвращается брокером обратно трейдеру в виде свободного остатка на счёте.

## Влияние экспирации на ход торгов
Механизм формирования цены исполнения контракта оговорен в условиях торговли деривативом. Зачастую это усреднённая цена последнего часа торговли активом перед экспирацией. Из-за этого перед экспирацией могут происходить сильные движения цен на фондовом рынке, так как идёт борьба за доходы между продавцами и покупателями деривативом. Поэтому волатильность в период экспираций возрастает.

## Автоэкспирация и досрочное исполнение
В большинстве стран законодательство в биржевой торговле не регламентирует процедуру исполнения опционов, поэтому на некоторых фондовых биржах было введено автоматическая экспирация в форме денежных расчётов. Такой порядок устраняет риски, связанные с несвоевременной подачей заявления на исполнение опционов. К примеру, на «Московской бирже» автоматическое исполнение опционов появилось в 2015 году. Есть возможность отказаться от автоматической экспирации, либо провести досрочное исполнение опционов.